# Michaelina Wautier

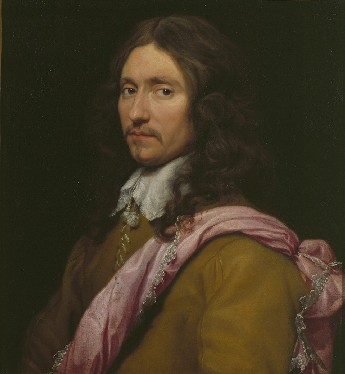
Retrato de caballero, firmado «Michaelina Wautier / 1646», óleo sobre lienzo, 63 x 56,5 cm, Bruselas, Koninklijke Musea voor Schone Kunsten van België.

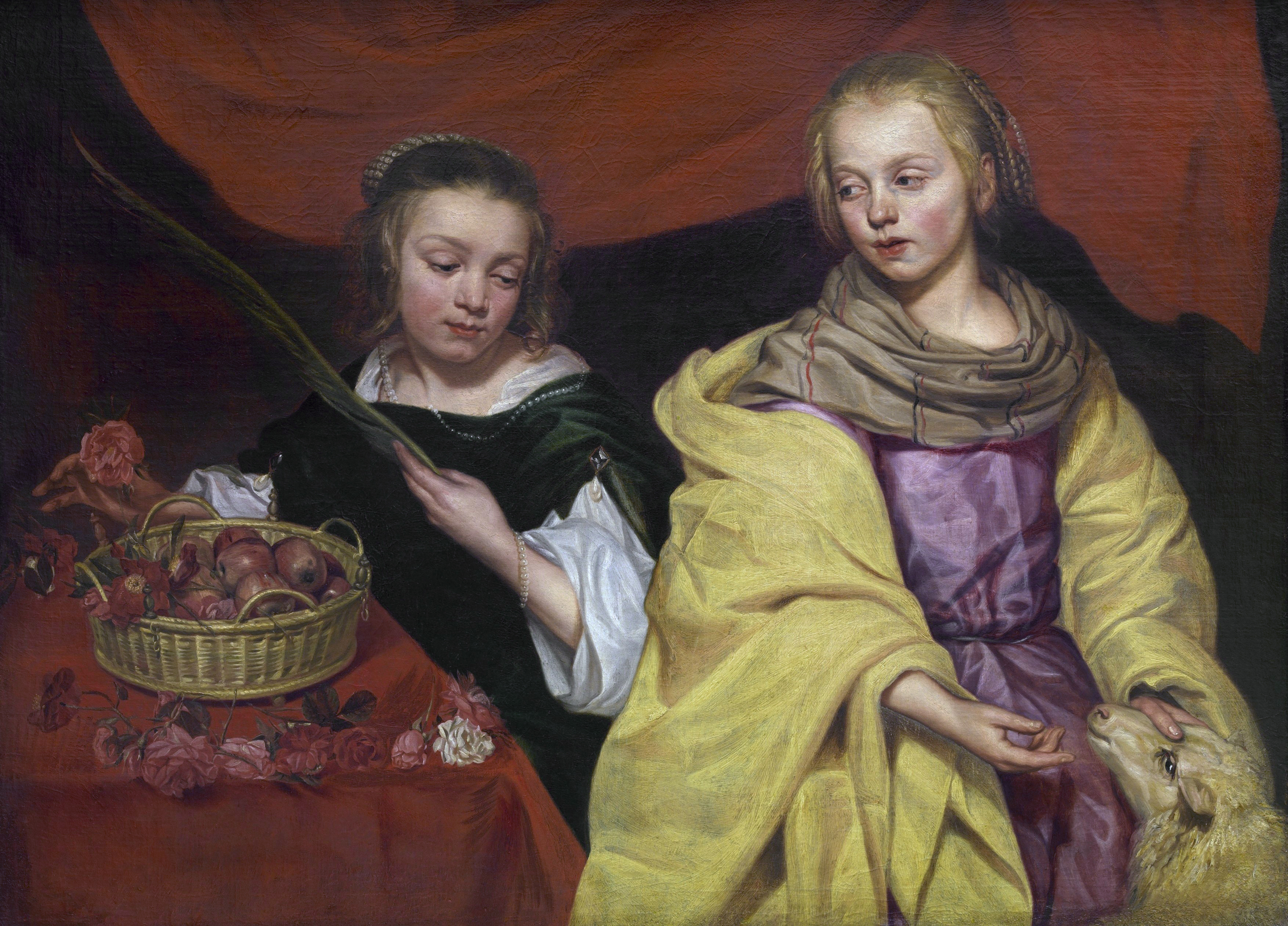
Santa Inés y santa Dorotea (anterior atribución a Thomas Willeboirts Bosschaert), óleo sobre lienzo, 89,7 x 122 cm, Amberes, Koninklijk Museum voor Schone Kunsten.

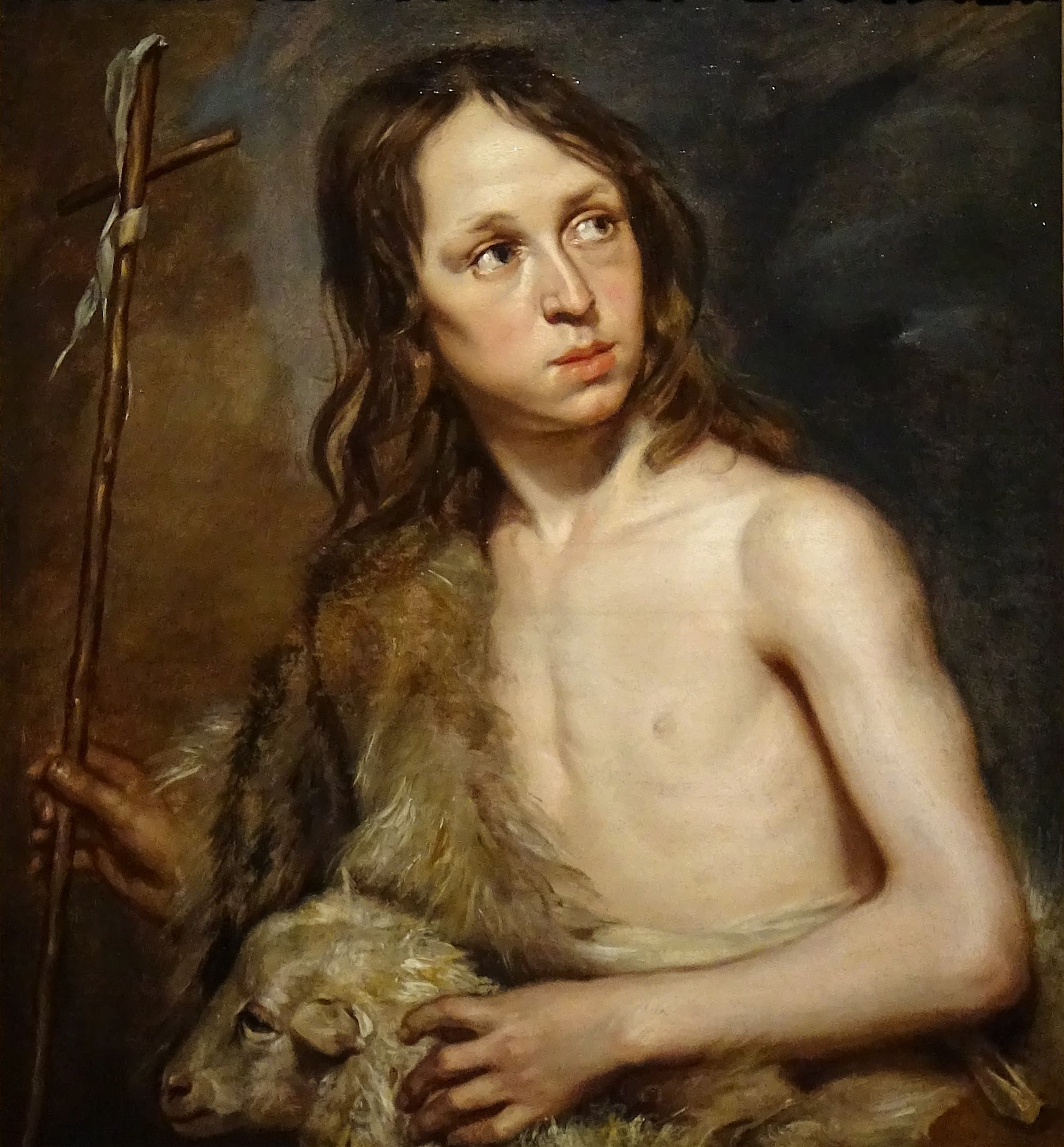
San Juan Bautista, óleo sobre lienzo, 68 x 61 cm, Madrid, Museo Lázaro Galdiano. Anteriormente atribuido en el museo «de modo enteramente provisional» a Juan Martín Cabezalero, en 2018 se ha expuesto con la nueva atribución en Amberes, en la exposición que el Museum aan de Stroom y la Rubenshuis dedicaron a Michaelina Wautier, atribución basada en la identidad del modelo del san Juan del Lázaro Galdiano con el que aparece en otras obras de la pintora.

Michaelina Wautier o Woutiers (Mons, 1604-Bruselas, 1689) fue una pintora barroca flamenca, activa en Bruselas donde se instaló a partir de 1642 junto con su hermano Charles Wautier, también pintor.
Wautier destacó por la variedad de temas y géneros en los que trabajó, incluido el gran género de la pintura de historia, algo inusual entre las artistas femeninas de la época que, a menudo, se limitaron a realizar pinturas de pequeño formato, generalmente retratos o naturalezas muertas.

## Biografía
Nacida en Mons, capital del condado de Henao, actualmente Bélgica, fue bautizada el 2 de septiembre de 1604 en la iglesia de Saint-Nicolas-en-Havré. Única hija en una familia numerosa de nueve hermanos, Michaelina Wautier descendía de un linaje noble, arraigado en Henao donde sus miembros habían ostentado cargos de gobierno y con lazos con la milicia. Esos orígenes familiares explicarían según los expertos el conocimiento profundo de la mitología y el simbolismo clásicos que se advierte en su obra pictórica. Hacia 1642 o 1643, cuando se fecha el retrato perdido de Andrea Cantelmo, su primera obra documentada, se instaló con su hermano Charles en Bruselas, donde ambos permanecieron solteros, y es probable que compartieran estudio en una casa noble cerca de la Iglesia de Nuestra Señora de la Capilla en el barrio de Les Marolles. Tanto Michaelina como Charles parecen haberse dedicado a los negocios, particularmente en bienes raíces, y con toda seguridad recibieron una buena formación artística, pero no se sabe dónde ni con quién. Parte de esa buena formación que a los hermanos se les supone debieron adquirirla en viajes por Italia, Francia y España, donde su hermano mayor Jacques tenía fijada su residencia en Madrid. Poco más se sabe sobre la vida de Wautier, y gran parte de su información biográfica se basa en la conjetura y el análisis académicos de sus obras disponibles.

## Obra
La primera noticia documental del trabajo de Michaelina Wautier se encuentra en 1659, en el inventario de los bienes del archiduque Leopoldo Guillermo, gobernador de los Países Bajos Españoles entre 1647 y 1656, en cuya rica colección de pinturas se encontraban cuatro de sus obras, conservadas ahora en el Kunsthistorisches Museum de Viena: un Triunfo de Baco, obra excepcional dentro de lo que se conoce de la pintura realizada por mujeres en su tiempo tanto por su tamaño (354 x 270 cm) como por la representación de un grupo de figuras masculinas desnudas junto con lo que podría ser su propio autorretrato, dos bustos de San Joaquín con un libro en las manos, uno de ellos firmado «MICHELINE WOVTEERS.F.», y un busto de San José con unos lirios.
A estas obras documentadas hay que agregar algunas otras obras firmadas, entre ellas el Retrato de un caballero de los Museos Reales de Bellas Artes de Bélgica, firmado y fechado en 1646, que muestra a un caballero en busto largo con la banda carmesí propia de los capitanes, presumiblemente Antonio Pimentel de Prado, militar y diplomático al servicio de Felipe IV y gobernador de Nieuwpoort en el momento de fecharse el retrato. La identificación del sujeto retratado se ha hecho posible por la existencia de un grabado de Pieter de Jode II abierto a partir de una pintura actualmente perdida de Charles Wautier, de tal forma que los dos hermanos habrían retratado al mismo personaje, con distinta indumentaria pero iguales facciones en el rostro. Muy próximo a este es otro retrato de la galería Rob Smeets de Ginebra en el que, tras una limpieza, apareció un apenas visible escudo heráldico formado por dos tréboles y dos rombos opuestos, perteneciente a la propia familia Wautier que, conforme al Dictionnaire généalogique de Victor Goethals:

es noble de antiguo y originaria de la ciudad de Mons, capital del condado y país de Hainaut; ha servido desde tiempos inmemorables en los primeros cargos y los primeros empleos, y siempre han llevado las armas como aquí se han descrito.

El retratado en este último sería, entonces, otro de los hermanos de Michaelina, Pierre Wautier, capitán de caballería al servicio del rey de España, cuarto de los ocho hijos de Charles Wautier, señor de Ham-sur-Heur, paje del marqués de Fuentes, quien falleció en Mons en noviembre de 1617. La pintora, a la que Goethals llama Michelle, fallecida sin alianza el 30 de octubre de 1689, sería en tal caso la menor de los hijos del citado Charles Wautier, y de su segunda esposa, Anne George.
También firmado y fechado con precisión «Michaelina Wautier invenit et fecit 1649» está un óleo de tamaño grande con el tema de los Desposorios místicos de santa Catalina, conservado en el Seminario Diocesano de Namur, y hay noticia de una serie dedicada a los cinco sentidos, perdida, que habría sido pintada en 1650.
Rasgos semejantes a las obras documentadas o firmadas de Wautier se encuentran en un Retrato de joven del Museo Real de Bellas Artes de Amberes y en Santa Inés y santa Dorotea del mismo museo, retrato de dos muchachas en hábito y con los atributos de las santas mártires, anteriormente atribuido a Thomas Willeboirts Bosschaert. Muestra de la variedad de asuntos y géneros abordados por la pintora, se conocen además una guirnalda de flores firmada y fechada en 1652, una Educación de la Virgen fechada en 1656 (galería Hoogsteder, La Haya), y una Anunciación de notables dimensiones (200 x 134 cm) guardada en el musée-promenade de Marly-le-Roi-Louveciennes, fechada en 1659, además del retrato de Andrea Cantelmo, militar italiano al servicio de Felipe IV, conocido por un grabado de Paulus Pontius fechado en 1643.
Otras noticias documentales indican la existencia de obras de los Wautier en España en fechas tempranas, sin que quepa precisar a cuál de los hermanos corresponden esas noticias. Así, en el inventario post mortem de los bienes de Antonio Messia de Tovar, conde de Molina (1675), se citan un cuadro grande de Adán y Eva llorando la muerte de su hijo («Un quadro grande en lienco orijinal de Botiers que rrepresenta a caym [sic] muerto y Sus padres llorándole»), perdido, y otro de la Vocación de san Mateo, sin marco, «Copia de botiers», que en opinión de Jahel Sanzsalazar pudiera tratarse de la versión conservada en el musée des Augustines de Toulouse. Esta composición, varias veces repetida, indica tanto una probable colaboración de los dos hermanos en algunas de sus obras como la existencia de un taller con ayudantes dedicados a la reproducción de sus obras.
Con los hermanos se ha relacionado también un retrato de colección privada británica de un caballero español con la banda carmesí cruzada sobre el pecho, en el que pese a diferencias notables se quiso ver la obra de un seguidor de Velázquez. La firma raspada, de la que se solo se conserva la sílaba Wa, impide precisar a cuál de los dos hermanos, con un estilo retratístico muy semejante, corresponde la figura de busto, en la que cabe ver, según propuesta de Jahel Sanzsalzar, a Francisco Fernández de la Cueva, VIII duque de Alburquerque, presente en Flandes, como general de la caballería, de 1640 a 1643, y asistente a la derrota de Rocroi.
La misma autora, especialista en la obra de los Wautier, atribuye a Michaelina el Retrato de dama vestida de rojo de colección particular madrileña, retrato en el que propone reconocer a María Enriqueta Estuardo, princesa de Orange y hermana del futuro rey de Inglaterra Jacobo II, del que hizo un retrato Charles Wautier durante el exilio de los Estuardo en los Países Bajos de los Habsburgo, hacia 1658 o 1660 (Royal Collection). Problemas de atribución y de identificación de la retratada presenta también su supuesto Autorretrato (colección privada), vendido en Sotheby's (Nueva York) como obra de Abraham van den Tempel, para atribuirse luego a Artemisia Gentileschi y a Anna Maria van Schurman antes de ponerse en relación con Michaelina Wautier, ya se trate de un autorretrato o del retrato de Van Schurman.